# هال كول
| اُلْتُقِطْتُ |

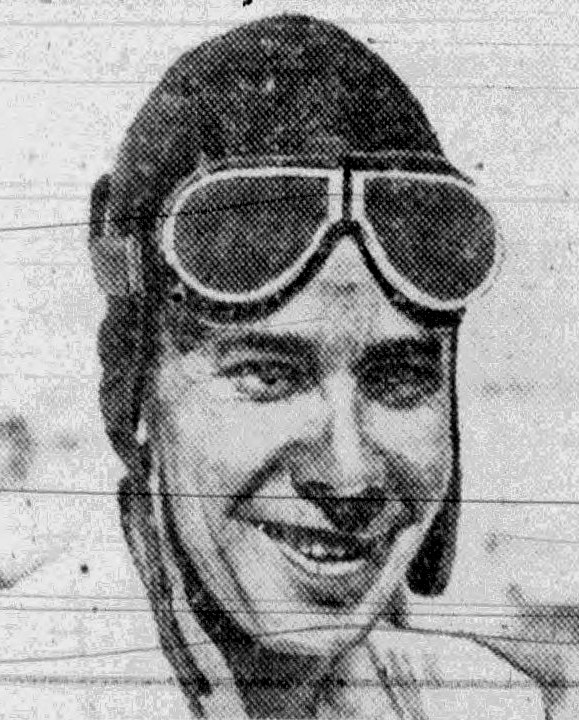
اُلْتُقِطْتُ صورة عام 1941

هال كول (بالإنجليزية: Hal Cole) هو سائق سباق ومهندس أمريكي، ولد في 20 نوفمبر 1912 في تاكوما في الولايات المتحدة، وتوفي في 12 نوفمبر 1970.